# Manitoba Trophy
Als Manitoba Trophy wird der Pokal bezeichnet, der für den Sieg bei der Mannschaftsmeisterschaft der kanadischen Provinzen vergeben wird. Stifter und Namensgeber war die Manitoba Badminton Association. Erstmals vergeben wurde der Pokal 1937.

## Die Sieger
| Saison    | Sieger           |             |
| --------- | ---------------- | ----------- |
| 1937      | Ontario          |             |
| 1938      | Ontario          |             |
| 1939      | Québec           |             |
| 1940 1950 | keine Daten      | keine Daten |
| 1951      | British Columbia |             |
| 1952      | Ontario          |             |
| 1953      | Ontario          |             |
| 1954      | Ontario          |             |
| 1955      | Ontario          |             |
| 1956      | Ontario          |             |
| 1957      | British Columbia |             |
| 1958      | Ontario          |             |
| 1959      | Ontario          |             |
| 1960      | Ontario          |             |
| 1961      | Ontario          |             |
| 1962      | British Columbia |             |
| 1963      | Ontario          |             |
| 1964      | British Columbia |             |
| 1965      | British Columbia |             |
| 1966      | British Columbia |             |
| 1967      | British Columbia |             |
| 1968      | British Columbia |             |
| 1969      | British Columbia |             |
| 1970      | British Columbia |             |
| ab 1971   | keine Daten      | keine Daten |